# Uibaí
Uibaí este un oraș în statul Bahia (BA) din Brazilia.